# Vervins
Vervins este un oraș în Franța, sub-prefectură a departamentului Aisne în regiunea Picardia. 